# Valgus cristatus
Valgus cristatus är en skalbaggsart som beskrevs av Raffaello Gestro 1891. Valgus cristatus ingår i släktet Valgus och familjen Cetoniidae. Inga underarter finns listade i Catalogue of Life.